# Gottignies (Belgique)
Pour les articles homonymes, voir Gottignies.
Gottignies (en wallon Gotgnî) est une section de la ville belge du Rœulx, située en Wallonie dans la province de Hainaut.
C'était une commune à part entière avant sa fusion avec Ville-sur-Haine en 1964.
La fusion des communes de 1977 la rattacha ensuite à l'entité du Roeulx.

## Géographie

### Environnement
Gottignies est un ancien village franc surplombant les campagnes environnantes. Il permet de profiter de vastes et pittoresques horizons où la verdure foisonne. C'est un terroir montueux, entrecoupé de coteaux escarpés. En parcourant cette commune, on peut y voir des fermes, des vallons, des étangs, des champs immenses et de belles prairies.

## Évolution démographique
- Sources : INS, Rem. : 1831 jusqu'en 1970 = recensements, 1976 = nombre d'habitants au 31 décembre.

## Histoire
Antiquité :
On a découvert dans cet endroit un caveau en pierres grises et une urne renfermant 600 monnaies romaines[réf. nécessaire]

## Liste des bourgmestres de 1830 à 1964
| Mandat    | Identité                | Parti |
| --------- | ----------------------- | ----- |
|           | Mulquin Philippe Joseph |       |
|           | Desenfans Dauphin       |       |
|           | Maistriau Augustin      |       |
|           | Cornu Louis             |       |
| 1895-1903 | Demeuldre Adrien        |       |
| 1903-1921 | Grégoire Augustin       |       |
| 1921-1932 | Desenfans Constant      |       |
| 1933-1938 | Harvent Constant        |       |
| 1939-1958 | Desenfans Octave        |       |
| 1959-1964 | Leriche Paul            |       |

## Patrimoine et culture

### Patrimoine architectural

#### Patrimoine religieux

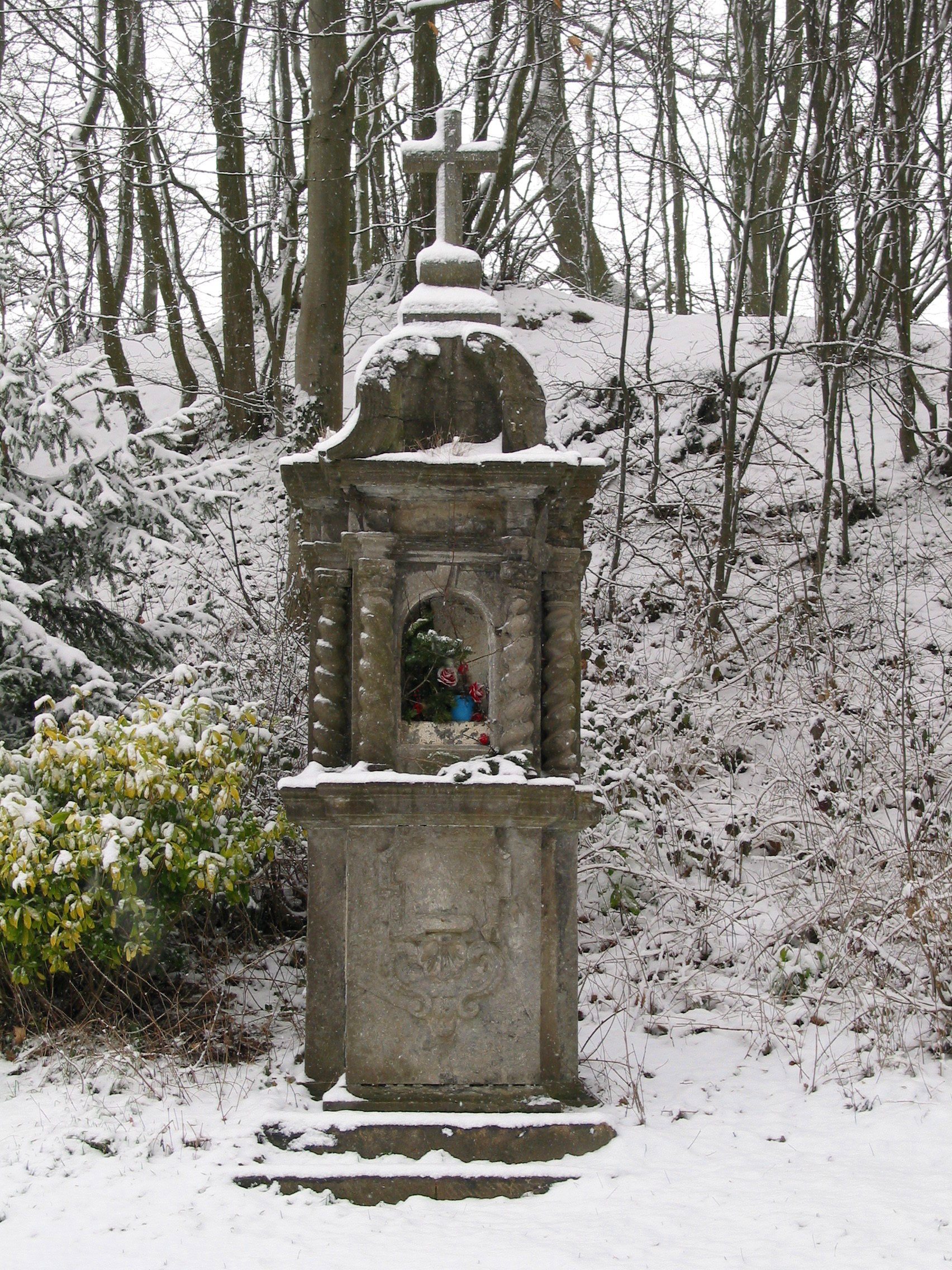
Gottignies, la chapelle Saint-Joseph (1702).

##### Église Saint-Léger
L'église actuelle, construite en 1749, est de style classique. Elle comporte un tableau du Christ en croix. Cette peinture symbolique pourrait dater du XVIe siècle. Les trois extrémités de la croix représentent des mains : l'une fait le signe de la bénédiction, une autre renverse une idole à l'aide d'une flèche et la dernière tient une clef et semble ouvrir le ciel.

##### Chapelle Saint-Joseph
Cette chapelle se situe au lieu-dit « Bois de Saint-Joseph » à la limite entre Le Rœulx, Gottignies et Thieu. C'est un monolithe en pierre bleue de style Renaissance datant de 1702, dédié à saint Joseph.

## Personnalités
Gottignies est le berceau de la famille des seigneurs de Gottignies dont furent membres, entre autres, Augustin de Gottignies, l'évêque Lancelot de Gottignies et le mathématicien Gilles-François de Gottignies.
Philippe Ignace François de Gottignies, seigneur de Vandenbroeke, détient la terre de Bourghelles avant 1698.